# Daniel Fuenzalida
Daniel Ernesto Fuenzalida Ferdinand (Santiago, 3 de mayo de 1972), más conocido como Daniel "Huevo" Fuenzalida, es un emprendedor, productor, comunicador y presentador chileno. Llegó a ser popular en Chile por conducir el espacio Extra Jóvenes.

## Biografía
Hijo de María Teresa Ferdinand y Patricio Fuenzalida. Estudió en el Instituto Miguel León Prado durante su enseñanza media. En su actual pódcast aclaró que en tercero medio fue  expulsado del colegio Instituto Miguel León Prado (IMLP) y terminó su enseñanza media en el Colegio Los Ángeles de Santiago (CLAS)  e incursionó en la carrera de Administración en el Instituto Nacional de Capacitación Profesional (INACAP).
Tras no estar conforme con dicha carrera, decidió abandonar esos estudios y así matricularse en el Instituto Profesional de las Comunicaciones (Procom) para dedicarse a la carrera de Dirección y producción de televisión, la cual era dirigida por Eduardo Ravani, quien además de trabajar en Megavisión en aquel tiempo, fue su profesor al rendir el examen de grado para luego titularse en 1994. A su vez, fue alumno también del periodista Jorge Argomedo, quien en ese entonces también era uno de los principales editores del departamento de prensa de TVN.

## Carrera mediática

### Extra Jóvenes
En 1992, mientras cursaba el primer año de su carrera, Fuenzalida se encontraba en la comuna de Pichidangui pasando sus vacaciones de invierno con un amigo y compañero de curso, y en plena tardenoche, encuentran un automóvil deportivo del cual descienden la productora general del programa Soledad Silva y la animadora Katherine Salosny (de la cual Fuenzalida reconoce haber estado enamorado en su adolescencia). Es ahí cuando al encontrarse con ellas, Silva le dio su tarjeta de presentación al entonces joven estudiante universitario, lo cual lo dejó con más entusiasmo para seguir con su carrera.
En 1994, Daniel Fuenzalida realizó su práctica profesional en el canal Chilevisión (en ese entonces de propiedad compartida entre la Universidad de Chile y el Grupo Cisneros), con la ayuda de la mencionada productora general Soledad Silva  y tras dos meses iniciado su proceso de practicante toma el rol de asistente de dirección en el programa Extra jóvenes, debido a que para ese momento la asistente de dirección titular Patricia Reveco se encontraba embarazada y debía tomar su etapa prenatal. Eso si, Fuenzalida al comienzo no estaba interesado en realizar la práctica profesional en Extra jóvenes debido a una posible mala relación con el entonces asistente de producción Eduardo "Fido" Cabezas, y pidió efectuarla en el equipo de ¿Cuánto vale el show?, a lo cual Silva se le negó, por lo cual desistió de aquello y finalmente si aceptó estar en el espacio juvenil.
A su vez, como Chilevisión producía y transmitía el Festival del Huaso de Olmué y este contaba con la dirección de Jorge Guajardo, El Guaja (el director del programa juvenil), Fuenzalida fue llamado por su superior para asistirlo en la emisión del certamen y cronometrar la prueba de sonido, todo esto en la edición de 1995 que era animada por el reconocido presentador Juan Guillermo Vivado.
Fue en aquel entonces, luego de un paseo en las Cascadas de las Animas en el Cajón del Maipo para realizarle una despedida a la animadora Claudia Conserva luego de su partida a Canal 13, donde fue apodado como Huevo Fuenzalida por parte del ya mencionado director del programa Jorge Guajardo, El Guaja, nombre que se relaciona al consumo de drogas como cocaína y alcohol presentes en gran parte de su carrera y vida privada. De hecho lo bautizó así a nivel interno porque Si no estaba duro, estaba cocido.
A los pocos días después, debido a que no podía seguir trabajando gratis por temas de prevención de riesgos, Fuenzalida fue despedido del canal, lo cual lo angustió demasiado ya que se había encariñado con todo el equipo, esto provocó que fuese a rogar una oportunidad en otro puesto en el programa, y finalmente con la ayuda del también animador y periodista Marcelo Comparini, el entonces joven director y productor fue recontratado.
Fue esa ayuda con su recontratación, más su ya clásico apodo con sus adicciones, lo que lo llevaron incluso a tener una sección propia en el programa llamada "Huevo revuelto" la cual consistió en visitar pubs y locales de fiesta, incluso, fue el asistente de producción Eduardo "Fido" Cabezas quien, a pesar de no tener buena relación con Fuenzalida al comienzo, después revirtió dicha actitud y comenzó a colaborar con el en este tipo de notas.
A fines de 1995 y tras la salida de Claudia Conserva meses antes por su partida a Canal 13, toma la conducción del programa Verónica Calabi, pero durante el paseo de aniversario del canal y tras una mala alusión irónica hacia el entonces futuro dueño de la señal 10 años más tarde, Sebastián Piñera, Marcelo Comparini fue despedido, emigrando al naciente Canal 2 Rock & Pop para conducir el clásico espacio trasnochador Plaza Italia. Es ahí donde Daniel se convierte en coanimador del espacio, primero en forma gradual, y a posterior durante 1996 en forma definitiva cada jornada.
En diciembre  de 1996, recibe una llamada del ejecutivo Iván Varas, productor general de Megavisión, el que invita a la dupla a cambiarse de casa televisiva, pero finalmente solo Calabi decide emigrar de canal dejando a Fuenzalida como animador oficial del programa hasta el año 2000 dejando su huella en el programa con míticas sesiones como “La chica electro”.
Ya para 1997 y debido a que Extra jóvenes tenía alta sintonía en rating, Fuenzalida desarrolló una estrecha relación con Jorge Font, el gerente interventor venezolano del canal, quien de vez en cuando lo convidaba a su oficina para brindar con una copa de whisky (Font era conocido por ser fanático de este licor) y así celebrar la alta audiencia del espacio, de hecho, una vez que el ejecutivo se retiraba de las dependencias de la estación, el animador caminaba por los pasillos a pies descalzos con el vaso de whisky en una de sus manos, y de esa manera bromeaba con los trabajadores del departamento de prensa de la señal,  aproximadamente una hora antes del inicio del noticiero central.

### Lunáticos - Bohemia
En 2000, el director Guajardo determina que Fuenzalida ya no está en edad de conducir Extra jóvenes y deben traer a otros animadores más jóvenes aún, por lo cual el entonces  director ejecutivo de CHV, Felipe Pozo le ofrece la conducción del programa Lunáticos tras la salida de Alfredo Alonso, quien renunció a dicho espacio para avocarse más a la presentación del clásico espacio de videos TV Condoro. Al mismo tiempo, también 
le ofrecieron la presentación  del programa Bohemia tras el despido de Cristian Velásco y la posterior partida de este a La Red.
Sin embargo, a fines de 2001, Felipe Pozo renuncia a la dirección ejecutiva del canal debido a diferencias con los personeros del nuevo conglomerado dueño del canal junto con el Grupo Cisneros llamado Claxson Interactive Group, esto provocó que fuese designado en la dirección ejecutiva el ex gerente general de Radio Pudahuel Jaime Vega, este último decidió sacar del aire varios espacios que a su juicio ya no eran rentables para el canal, como por ejemplo los mismos Extra jóvenes y Lunáticos, ambos animados por Fuenzalida en primera y segunda instancia respectivamente.  Y así finalmente, ya para marzo de 2002, Daniel Fuenzalida fue despedido de la emisora por Vega, junto con otros rostros que tampoco eran de su agrado, terminando así con 8 años del presentador en la pantalla de Canal 11. Esto produjo una profunda depresión y un aumento en la adicción a las drogas de Fuenzalida, debido no sólo a su amor por la estación, sino que también porque dos meses antes había sucedido el nacimiento de su hija Ignacia, fruto de su matrimonio con la coanimadora de Extra jóvenes Francisca Toro.

## Reinvención

### Más Canal 22
Fuenzalida tuvo un breve paso por Más Canal 22 (actual Televisión Regional de Chile) el año 2007, donde condujo el programa DF Riders. Ese espacio se dedicaba al mundo tuerca y también tenía secciones de campeonatos profesionales de karting u otras disciplinas relacionadas al mundo motor, además de notas sobre tuning, autos y prevención de accidentes de tránsito.

### Twitcar
Tras un largo duelo por su partida de CHV, Daniel Fuenzalida busca ayuda en su enfermedad a las drogas y desaparece de la televisión chilena por un tiempo. Para el año 2011 se reinventa con un programa a través de Twitter llamado Twitcar y tuvo como primer capítulo al animador Rafael Araneda en el cual durante un viaje en automóvil conducido por el mismo Fuenzalida se daba una dinámica de conversación de diferentes temas con su invitado.

### En portada
Durante septiembre del año 2009 se estrena en UCV TV el programa En portada el cual para el año 2011 Daniel se hace parte como panelista y más tarde como animador del espacio farandulero hasta el año 2013, año en el que recibe un llamado de Carlos Valencia, productor ejecutivo de Chilevisión para volver formar parte de sus filas luego de 11 años tras su primera salida.

### Primer Plano
El viernes 3 de enero de 2014, Daniel Fuenzalida se integra al equipo de Primer Plano, retornando a la estación televisiva que lo vio nacer profesionalmente 20 años antes.  
Ocupando un rol como panelista en el programa Primer Plano, Daniel se mantuvo al aire casi 6 meses, ya que en julio del mismo año decide renunciar al espacio manifestando una incomodidad y falta de aporte en ámbitos televisivos. Esto también fue debido a que su terapeuta le dijo que todos esos malestares, eran por los recuerdos que le trajeron de su época anterior en el canal, las dependencias del mismo.

### Me Late
Tras su salida del estelar de los viernes en Chilevisión, Fuenzalida retorna a la emisora que le dio una segunda oportunidad en la televisión chilena con un programa que se acomoda a la dinámica del Ex Huevo, de la mano de TV+ se estrenará Me Late, espacio producido y conducido por él mismo en la franja nocturna.

### Radio Activa
Desde octubre del año 2010 Daniel Fuenzalida se ha mantenido al aire en la emisora Radio Activa conduciendo el programa "Central RadioActiva" que, desde sus inicios, se emitió en la jornada vespertina (17:00 a 21:00), hasta comienzos del 2025 se emitía todos los días en la franja horaria de 09:00 a 12:00 horas, pero luego de la llegada del programa "El medio día" de TVN, el horario de Central Radioactiva cambió para quedar de 8:00 a 10:00.

### ¡Ahora caigo!
El lunes 4 de marzo de 2024, Daniel Fuenzalida empieza a conducir en TVN la adaptación chilena del programa de concurso israelí de Canal 10 La'uf al HaMillion (en hebreo: לעוף על המיליון‎ Volar hacia el millón) 
¡Ahora caigo!, de lunes a viernes a las 19:30 hrs y ¡Ahora caigo! Prime, viernes a las 22:30 hrs. El programa no puede ser exhibido por TV Chile (señal internacional de TVN) debido a que una de las cláusulas del contrato entre TVN y la productora establece que la licencia es sólo para exhibir el programa en territorio chileno.

### El medio día
Desde el 3 de marzo del 2025, Fuenzalida conduce en TVN un nuevo programa de formato magacín posterior al matinal, El medio día, de lunes a viernes a las 11:00 horas.

## Vida personal
La vida de Daniel estuvo marcada por las adicciones tanto de alcohol como de drogas lo que lo llevó a tener el apodo de “Huevo”, haciendo alusión al estado en el que se sumerge por dichas sustancias, lo que no sólo gatilló el desarrollo de una enfermedad, sino que también produjo distintos escándalos faranduleros como el recordado choque bajo el efecto de sustancias en donde lo acompañaban los tenistas Marcelo Ríos y Nicolás Massú.
Amigo intimo de Daniel Valenzuela con quien conducía Extra jóvenes . Y Patricio Acosta Sansarricq expresidente de la Cruz roja 
Durante el año 2006 fue cuando llegó a su apogeo en el abuso de sustancias llegando a pesar más de cien kilogramos. Por lo que con la ayuda de cercanos se somete a una terapia psicológica de rehabilitación durante los años 2008-2010 para dejar de lado su consumo.

## Polemicas

#### "Como estan los weones"
Daniel Fuenzalida pasa por adversos días, tras su quiebre con  Rosario Bravo, su otrora partner. Ello porque luego de su polémico distanciamiento de ella, generado en medio de la filtración de que el actual rostro de TVN registró la marca "¿Cómo están los Weones?", sin avisarle a ella, su compañera en este exitoso podcast, las acusaciones contra él se suceden.
Porque pese a que el comunicador apeló a su cuenta de Instagram para disculparse, anunciando que le devolvería la inscripción a Bravo, en el programa "Sígueme", de TV+, entregaron nuevos antecedentes de su comportamiento.
entre los nombres que han salido a la luz pública, también se se reveló que Fuenzalida también inscribió, en 2024, el dominio 'Quetelodigo.cl', como además otro, con su sigla 'qtld.cl', lo que fue destapado por Sergio Rojas hace unos días.
Pero, paralelamente, Nicolás Copano comentó que también se vio afectado por esta conducta de Daniel, quien había inscrito copano.cl, dominio que, sinceró, logró recuperar.
No obstante, ya surgieron otros nombres de afectados por Fuenzalida. Según detalla una nota de Canal 13, en el programa Que te lo digo del jueves 17 de julio, se mostró un extracto de Sin Dios ni Late, espacio que animaba el ahora comunicador de TVN, donde este se justificó admitiendo esta conducta.
"Un tiempo me vino una obsesión de comprar nombres, compré sabadosgigantes.cl, martíncarcamo.cl, dianabolocco.cl y estaban disponibles, no estaban registrados", dijo en esa ocasión.
Entonces, agregó, "empecé yo a registrar todos los nombres y parece que ahí también registré copano.cl pero después de dos años hay que volver a pagar".

#### deudas con la expareja
Pamela Cifuentes, expareja de Daniel “exHuevo” Fuenzalida, habló de su relación en 2006, la cual se extendió por 10 años.
afirmó que lo acompañó en su proceso de rehabilitación y que incluso costeó las primeras semanas del tratamiento.
Sin embargo, aseguró que cuando ella quedó sin trabajo, Fuenzalida no actuó con la misma generosidad. “Me desvincularon del trabajo y al mes se fue de la casa. Me quedé con todas las deudas”, reveló.
Cifuentes relató que pidió varios créditos de consumo para apoyar al animador tras su recuperación.
detalló que las deudas incluían pagos de $300 mil, un crédito de $8 millones en otro banco y otro de $5 millones.
También mencionó la compra de un camión usado con una línea de crédito de $2 millones y deudas de celulares. Me decía: ‘préstamelo, del resto me hago cargo

## Proyectos personales

#### Centro Contradicción
Tras su largo camino con las drogas, Daniel "ExHuevo" Fuenzalida ya rehabilitado funda el Centro de Rehabilitación Contradicción en junio del año 2013 que ya cuenta con dos sucursales en la comuna de Nuñoa, Santiago y en Viña del Mar, Valparaíso. Todo esto fue posible tras haber ganado en el año 2012 el programa chileno Vértigo e invertir sus propios vehículos en el centro.